# 마이클 자이 화이트
마이클 자이 화이트(Michael Jai White, 영어 발음: /dʒaɪ/, 1967년 11월 10일 ~ )는 미국의 배우, 무술가이다.

## 출연 작품

### 영화
- 유니버셜 솔져 (1992)
  - 유니버셜 솔져 2: 그 두번째 임무 (1999)
- 48시간의 킬링 게임 (1996)
- 스폰 (1997)
- 다크 나이트 (2008)
- 블랙 다이너마이트 (2009)
- 에코 이펙트 (2015)
- 겟 썸 2 (2011)
  - 겟썸 3 (2016, Never Back Down: No Surrender)
- 특수기동대 3: 언더 시즈 (2017, S.W.A.T.: Under Siege)
- 액시던트 맨 (2018, Accident Man)
- 드래그 (2018)
- 트리플 스렛 (2019)
- 서핑업 (2021, Send It!) - 코치 역
- 엠알 나인 (2023, MR-9: Do or Die) - 듀크 역